# La época de Constantino el Grande
Die Zeit Constantins des Großen (La época de Constantino el Grande) es el título de una de las primeras obras escritas por el historiador suizo Jacob Burckhardt. Publicada en 1853, se ocupa del periodo comprendido entre el advenimiento de Diocleciano y la muerte de Constantino I (284-337). La primera edición en español la publicó en México en 1945 el Fondo de Cultura Económica con el título Del paganismo al cristianismo. La época de Constantino el Grande.

## Estructura
Tiene 10 partes:
1. El Poder Imperial en el siglo III d. C.
2. Diocleciano.
3. Algunas provincias y países de Occidente.
4. Algunas provincias y países de Oriente (Hasta aquí es normal).
5. El paganismo.
6. Los misterios.
7. La vida oculta.
8. Las persecuciones (No es lo normal).
9. Ascensión al Trono.
10. La corte.

### Prólogos
Tiene dos prólogos. El primero escrito en 1853. A Burckhardt le interesan las épocas de transición, como esta, que es la desaparición del paganismo por la llegada del cristianismo. Intenta trazar un cuadro vivo del mundo de entonces. Dice que hay cosas de las que no habla porque no tiene datos. Él ya no escribe para historiadores, como hacía Ranke, sino que Burckhardt quiere dirigirse al lector. Sus obras son más populares y será el autor en los que se basarán los historiadores de la segunda parte del siglo XIX. Luego hace una Captatio Benevolentiae. Con esta obra cambia la perspectiva del trabajo del historiador. 
Antes se creía que el historiador no elegía, se dedicaba a la Historia Política, que era lo importante, pero luego ya no hay un solo tema para elegir, sino que el autor puede escoger cualquiera de ellos. El historiador elige sus temas y lo hace de manera subjetiva, elige unos u otros. Los historiadores antes hacían revisiones críticas, pero Burckhardt no lo hace porque eso le aburre, dice que no le compensa la historia política, porque además no vende. Él propone otro modo de tratar la historia, pero sin condenar los demás métodos.
En el segundo prólogo, de 1883 sigue explicando sus tesis históricas. En este libro analiza el papel de Constantino I, y desmonta la idea de que el Emperador se hubiese convertido a la nueva religión. Burckhardt plantea que no es que Constantino se convierta, sino que era un gran político, y son estas las causas de su conversión. Estos hechos luego serán tergiversados por Eusebio de Cesarea. Burckhardt en esta obra se pone del lado de los paganos.
En el Prólogo a la edición mexicana (1945) se justifica la publicación del libro en español afirmando que «el cuadro que en él se ofrece, cuadro de conjunto de una época de transición —del paganismo al cristianismo— tan decisiva en la historia del Occidente, no ha sido superado todavía, y tardará mucho, como obra de rigurosa historia y, por lo tanto, de resurrección de un pasado que nos incumbe como pocos... Fue escrita la obra que presentamos cuando Burckhardt estaba en plena posesión de sus fuerzas, a los 35 años. Es su primera grande obra...».

## Valoración de Constantino
Burckhardt se muestra muy crítico con el emperador Constantino y pone en duda la sinceridad de su conversión al cristianismo:

Tratándose de un hombre genial al que la ambición y el ansia de poder no le dejan un momento de sosiego, no se se puede hablar de cristianismo ni de paganismo, de religiosidad o irreligiosidad conscientes; un tipo semejante es esencialmente arreligioso, aun cuando figure hallarse en medio de una comunidad eclesiástica... Todas sus potencias corporales y espirituales andan tras las grandes metas del señorío y si por algún momento piensa en su verdadera fe ésta no será otra que el fatalismo. [...] Eusebio, a pesar de haber sido seguido por todos los historiadores, no puede figurar como fuente decisiva luego de las innumerables deformaciones, ocultaciones y fantasías que han sido evidenciadas en él. Es un hecho triste, pero muy comprensible, que tampoco los demás voceros de la iglesia revelaran, por lo que sabemos, la verdadera posición de Constantino y que no pronunciaran la menor palabra de reproche contra el egoísta asesino que tenía el gran mérito de haber comprendido al cristianismo como una potencia mundial y de haber obrado en consecuencia (pág. 331, de la edición en español).